# Ubytovací zařízení

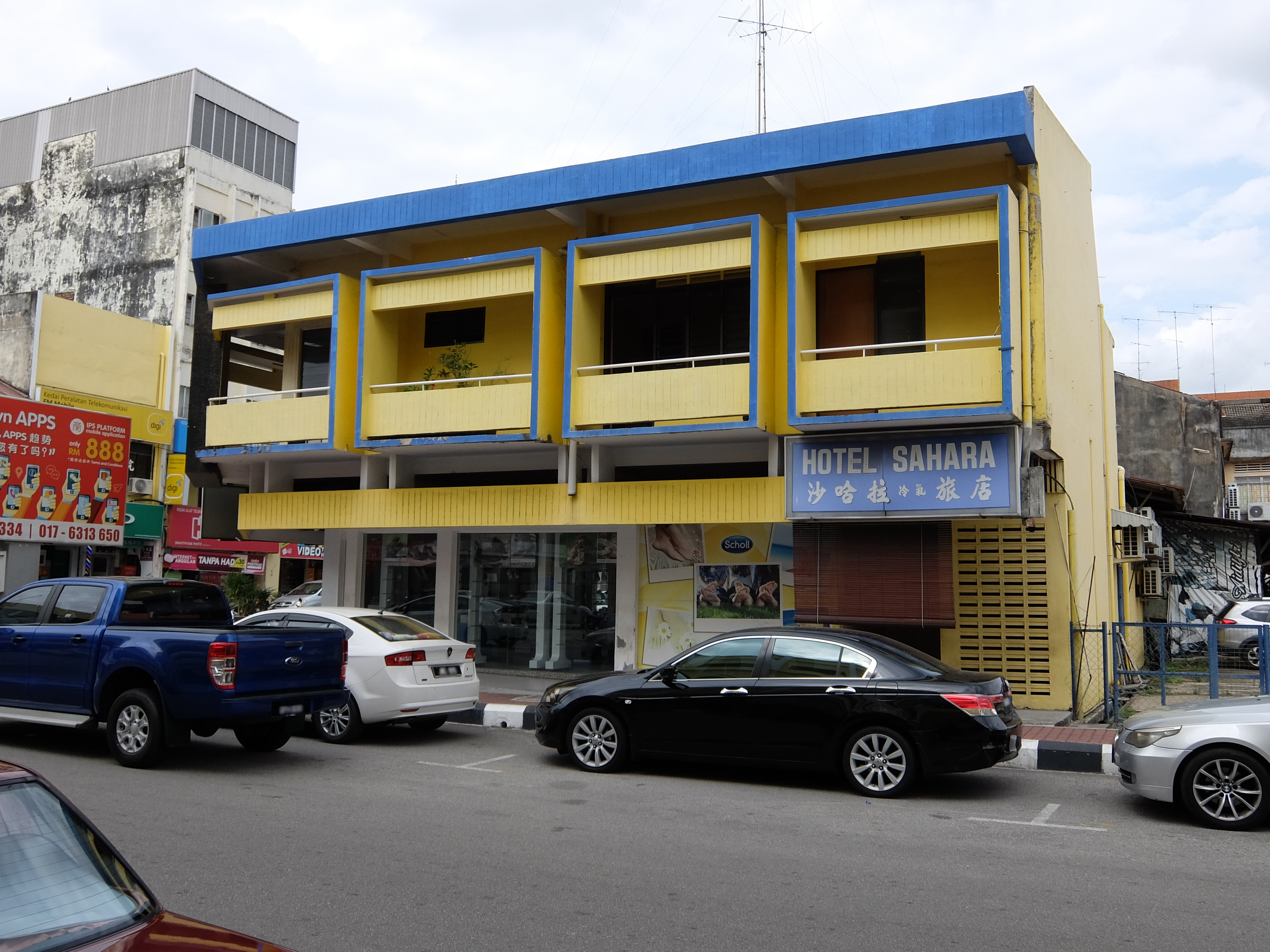
Sahara Hotel, Johor, Malajsie

Ubytovací zařízení nabízí především krátkodobé ubytování a s ním spojené služby, a to jako předmět podnikání. V Česku se dělí na tyto kategorie:
- Penzion – ubytovací zařízení s nejméně 5 a max. 20 pokoji pro hosty (bez snídaní nebo s možností snídaní). Člení se max. do čtyř tříd (1 až 4 hvězdičky).
  - Penzion Superior – penzion, který má více vybavení než je požadováno, např. dětský koutek, dětské hřiště, zahradu, saunu, wellness, gril apod.
- Hotel garni - ubytovací zařízení s nejméně 10 pokoji pro hosty, které má vybavení jen pro omezený rozsah stravování (nejméně snídaně). Člení se max. do čtyř tříd (1 až 4 hvězdičky).
- Hotel – ubytovací zařízení s nejméně 10 pokoji pro hosty a restaurací (snídaně, obědy, večeře). Člení se max. do pěti tříd (1 až 5 hvězdiček).
- Dependance – označení pro ubytovací objekt, jehož stravovací část je v hlavním objektu (v hotelu).
- Ubytovna – skromně vybavené ubytovací zařízení, zpravidla se společným sociálním zařízením.
- Hostel – je levná turistická ubytovna, určená zejména pro studenty. Na rozdíl od hotelů zde ubytovaní sdílejí většinou příslušenství a vybavení.
- Motel – ubytovací zařízení s nejméně 10 pokoji pro hosty, poskytující přechodné ubytování a služby s tím spojené pro motoristy (parkoviště a restaurace). Člení se max. do čtyř tříd (1 až 4 hvězdičky).
- Botel – je plovoucí hotel. Ubytovací zařízení, které není vybaveno vlastním strojním pohonem ani zařízením pro své ovládání při plavbě.
- Privat – ubytování v soukromí.
- Letní byt – byt v nájemním domě.
- Apartmán – 2 a více pokojů se společným sociálním zařízením a kuchyňkou